# Alena Karytskaya
Alena Karytskaya (29 de agosto de 1976) es una deportista bielorrusa que compitió en judo. Ganó una medalla de plata en el Campeonato Europeo de Judo de 1997 en la categoría de –52 kg.

## Palmarés internacional
| Campeonato Europeo | Campeonato Europeo | Campeonato Europeo | Campeonato Europeo |
| Año                | Lugar              | Medalla            | Categoría          |
| ------------------ | ------------------ | ------------------ | ------------------ |
| 1997               | Ostende (Bélgica)  | Medalla de plata   | –52 kg             |